# Erin Routliffe
Erin Hope Routliffe (nascida em 11 de abril de 1995) é uma tenista profissional neozelandesa que anteriormente representou o Canadá.
Routliffe alcançou o ranking de duplas mais alto de sua carreira, no 9º lugar do mundo, em 8 de janeiro de 2024. Routliffe é duas vezes campeã de duplas da NCAA com Maya Jansen [en] nas temporadas de 2014 e 2015. Em parceria com Gabriela Dabrowski, Routliffe conquistou seu primeiro título de duplas do Grand Slam no US Open de 2023, seu melhor resultado em um evento Major. Ela se tornou a primeira mulher da Nova Zelândia a vencer o torneio e apenas a segunda a ganhar um título de Major na "Era Aberta", depois que Judy Connor conquistou o título de duplas feminino no Australian Open de 1979.
Routliffe estudou na Universidade do Alabama e fez parte da equipe de tênis de setembro de 2013 até sua formatura em maio de 2017, com especialização em relações públicas.
Ela alcançou a posição júnior, a mais alta de sua carreira, no 17º lugar, em 21 de janeiro de 2013.
Sua vitória no Hardee's Pro Classic [en] 2018 em Dothan, Alabama, permitiu que ela entrasse entre as 200 primeiras no ranking de duplas pela primeira vez na posição N° 95 terminando o ano como 106ª, enquanto sua vitória duas semanas depois em Charleston, Carolina do Sul a elevou para o top 150. Seu vice-campeonato em Washington no mesmo ano, a levou ao top 100. Seu primeiro título de duplas WTA veio só três anos depois, no 32º Palermo Ladies Open, em julho de 2021.

## Vida pregressa
Routliffe nasceu na Nova Zelândia enquanto seus pais, Robert Routliffe e Catherine MacLennan, estavam em uma aventura à vela ao redor do mundo. Eles ficaram lá quatro anos antes de retornar ao Canadá. Ela tem duas irmãs, Tara e Tess [en], sendo esta última uma paranadadora internacional. Ela se mudou para Montreal em setembro de 2011 para treinar no "National Training Centre" e lá permaneceu até 2013.

## Carreira júnior

### 2010–2015
Em outubro de 2010, Routliffe conquistou o título de duplas no G4 em Burlington, Ontário. Ela ganhou seu primeiro título júnior de simples no mesmo torneio, um ano depois.
Em outubro de 2011, ela chegou às quartas de final em simples e duplas no ITF $ 50k em Saguenay, com uma vitória sobre Alizé Lim na segunda rodada. Ela alcançou sua segunda quarta de final consecutiva de duplas de $ 50.000 em Toronto na semana seguinte.
Em abril de 2012, Routliffe conquistou os títulos de simples e duplas no G2 em Cap-d'Ail. Mais tarde naquele mês, ela chegou à final de duplas do G1 em Beaulieu-sur-Mer. Ela perdeu na primeira rodada de simples no Aberto da França júnior e em Wimbledon, mas chegou às quartas de final em duplas em Wimbledon. Em agosto, ela recebeu um "wild card" na chave qualificatória da Rogers Cup e chegou à segunda rodada. Ela chegou à final de duplas do G1 em Repentigny, Quebec, em setembro. Ela foi derrotada na primeira rodada de simples do Us Open júnior, mas chegou às quartas de final em duplas. Ela ganhou o título de duplas no GB1 em Tulsa, Oklahoma com Carol Zhao, derrotando Charlotte Petrick e Denise Starr na final. Routliffe também alcançou duas quartas de final de duplas em outubro: nos torneios de US$ 50 mil em Saguenay e Toronto.
Em 2013, Routliffe perdeu na primeira rodada de simples do Australian Open júnior, mas chegou às quartas de final em duplas em seu terceiro Grand Slam consecutivo. Em fevereiro, ela alcançou sua primeira final de duplas profissional no torneio de US$ 25 mil em Launceston, Tasmânia. Ela foi derrotada na primeira rodada de simples e na segunda rodada de duplas no Aberto da França júnior. No início de julho, Routliffe chegou às semifinais em duplas no Cooper Challenger de US$ 50 mil. Em agosto, ela ganhou a medalha de ouro em simples nos Jogos de Verão do Canadá em Sherbrooke.
Em julho de 2014, Routliffe e sua parceira Carol Zhao chegaram às semifinais no $ 25k Challenger de Gatineau. No US$ 25k em Granby, uma semana depois, ela e Zhao alcançaram a terceira final de duplas de sua carreira. Eles deveriam enfrentar Hiroko Kuwata e Riko Sawayanagi pelo título, mas tiveram que desistir devido a uma lesão.
Em julho de 2015, Routliffe alcançou a final de duplas em Granby (agora um torneio de $ 50.000) pelo segundo ano consecutivo, desta vez com Laura Robson, mas foi derrotado em dois sets pelas australianas Jessica Moore e Storm Sanders. No mês seguinte, Routliffe e sua parceira Maya Jansen venceram os Playoffs Nacionais do US Open em duplas e receberam um "wild card" para a chave principal. Elas foram derrotadas na primeira rodada por Raquel Kops-Jones e Abigail Spears.

### 2016
Routliffe avançou para sua primeira final de simples profissional em julho de 2016, no US$ 25k em Winnipeg, onde foi derrotada pela também qualificada Francesca Di Lorenzo em dois sets. No início de outubro, ela ganhou seu primeiro título profissional de duplas, ao lado de Andie Daniell, no evento de US$ 10 mil em Charleston, Carolina do Sul.

### 2017
Em junho, a ITF concordou em permitir que Routliffe mudasse sua nacionalidade representacional para o país onde nasceu. Routliffe disputou seus primeiros jogos da Fed Cup pela Nova Zelândia contra o Turcomenistão e o Uzbequistão em julho, perdendo apenas um jogo em sua estreia vitoriosa sobre Guljan Muhammetkuliyeva. Em outubro, desta vez com Francesca Di Lorenzo como parceira, ela chegou à final de duplas no US$ 60k Saguenay Challenger, no Canadá, mas teve que desistir devido à lesão de Di Lorenzo. Na semana seguinte, com US$ 60 mil em Toronto, ela conquistou seu segundo título de duplas, derrotando Ysaline Bonaventure e Victoria Rodríguez, em parceria com Alexa Guarachi. Em dezembro, ela chegou à final de duplas com Maya Jansen no US$ 15k em Solapur, Índia.

### 2023: Estreia e primeira vitória no WTA de simples, título em Major, semifinal do WTA Finals, top 15
Routliffe fez sua estreia na chave principal do WTA Tour de simples em casa, no Auckland Open, como "wild card". Ela caiu em três sets para Elena-Gabriela Ruse na primeira rodada. Routliffe conquistou seu terceiro título de duplas ao lado de Aldila Sutjiadi [en] no ATX Open. Elas derrotaram as principais cabeças de chave Nicole Melichar-Martinez e Ellen Perez em três sets para conquistar o título.
No Internationaux de Strasbourg, ela conquistou a vaga de "lucky loser" na chave principal, depois de perder em dois sets para Angelina Gabueva [en] na última rodada da qualificatória. Na chave principal, ela derrotou Hsieh Su-wei, obtendo sua primeira vitória de simples na chave principal do WTA Tour, antes de se retirar do torneio antes de sua partida de segunda rodada contra Elina Svitolina.
Classificada em 54º lugar do mundo em duplas e como 16ª cabeças de chave em dupla com Gabriela Dabrowski no US Open, Routliffe fez sua segunda quartas de final do Grand Slam de duplas. Nas quartas de final, a dupla derrotou a dupla sexta cabeça de chave Leylah Fernandez e Taylor Townsend em três sets para chegar às semifinais. Lá, elas derrotaram Hsieh Su-wei, que estava em uma sequência de 16 vitórias consecutivas no Major, tendo vencido o Aberto da França e o Campeonato de Wimbledon, e Wang Xinyu para chegar à final pela primeira vez na carreira de Routliffe e pela segunda vez na de Dabrowski. Na final enfrentaram as ex-campeãs Laura Siegemund e Vera Zvonareva. Elas as derrotaram em dois sets para conquistar o título do US Open, o primeiro título de Grand Slam para ambas as jogadoras. Com a vitória, Routliffe entrou no Top 20 pela primeira vez em sua carreira.
No Guadalajara Open, a dupla alcançou sua primeira final de um WTA 1000, onde perderam para Storm Hunter e Elise Mertens. Sua vitória no Zhengzhou Open as qualificou para o WTA Finals de 2023 em Cancún, tornando-a a primeira jogadora da Nova Zelândia a competir no prestigiado evento de final de ano, e levou Routliffe a um novo ranking de carreira como número 1 do mundo, de número 13 em 16 de outubro de 2023 e para o número 12 uma semana depois. Ao chegar às semifinais nas finais do WTA, Routliffe alcançou a 11ª posição no ranking de duplas em 6 de novembro de 2023.

### 2024
Routliffe iniciou a temporada pelo ASB Classic em parceria com Paige Hourigan [en], passaram pela dupla Brenda Fruhvirtová [en] / Linda Fruhvirtova na primeira rodada e perderam para Marie Bouzkova / Bethanie Mattek-Sands nas quartas de final. Em seguida participou do Adelaide International na parceria costumeira com Gabriela Dabrowski, elas perderam para Aliaksandra Sasnovich / Katerina Siniakova na primeira rodada em jogo de três sets. Depois disso, partiram para o Australian Open, onde, como cabeças de chave N° 4, tiveram um desempenho muito melhor, chegando até a semifinal, que perderam para a dupla cabeça de chave N° 11, Lyudmyla Kichenok / Jeļena Ostapenko em sets diretos porém muito equilibrados. No giro do Oriente Médio com Dabrowski, não passou da primeira rodada em Doha, já em Dubai, chegaram às semifinais. No giro americano, chegaram apenas à segunda rodada em Indian Wells, já em Miami chegaram à final, onde perderam para a dupla americana Sofia Kenin e Bethanie Mattek-Sands em jogo muito disputado de três sets.
Routliffe deu início à temporada em quadras de saibro pelo Aberto de Madri, tendo como parceira Ashlyn Krueger, mas perderam na primeira rodada para a mesma dupla que Routliffe havia enfrentado na final em Miami, mais uma vez em jogo muito disputado de três sets. Já no Aberto de Roma, com a parceira Coco Gauff, elas conquistaram o vice-campeonato, perdendo para a dupla Sara Errani / Jasmine Paolini na final, em jogo de três sets.